# Santa Rita de Jacutinga
Santa Rita de Jacutinga là một đô thị thuộc bang Minas Gerais, Brasil. Đô thị này có diện tích 437,555 km², dân số năm 2007 là 5588 người, mật độ 12,1 người/km².